# هارودز

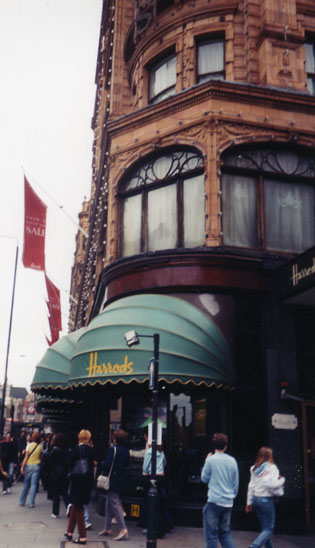
واجهة محلات هارودز

هارودز هو متجر ذو أقسام متنوعة يقع في «برومتون رود» بحي نايتسبرج في العاصمة البريطانية لندن.
يعتبر من أشهر معالم الحي ونقطة جذب للسواح، خصوصا السواح العرب. إشترت دولة قطر - عبر جهاز قطر للاستثمار - المحل سنة 2010 م بحوالي 1.5 مليار جنيه، من مالكها السابق، المصري محمد الفايد.

## تاريخ
يعود تاريخ المحل إلى أكثر من 160 عاما. فقد قام رجل يدعى « تشارلز هنري هارود » بإنشاء متجر صغير لبيع الشاي والأغذية في عام 1849 م، وكان شعار المحل باللاتينية Omnia Omnibus Ubique ومعناه «كل شيء لكل الناس في كل مكان».
بعد ذلك قام ابن هارود بالتوسع وتحويله إلى متجر كبير باع فيه مختلف البضائع. وفي سنة 1883 م دمر حريق ضخم المحل وبعدها قام المالك بإعادة بنائه في شكله الحالي الذي صممه المعماري «تشارلز وليم ستيفنز».

### محمد الفايد
وقد تم بيع هارودز لعدة مرات، لكن في عام 1985 م، قام محمد الفايد بدفع مبلغ 615 مليون جنيه إسترليني لشراء المتجر، وتسبب شرائه للمحل جدلا وتغطية إعلامية واسعة.
ومن هذه العوامل الجدلية الندية التي كانت بين الفايد ومجموعة «لونرو» Lonrho ، وهي شركة تركز عملها في مجال التنقيب، وكان الفايد عمل بها لمدة تسعة أشهر ثم تركها بعد سوء تفاهم. وكان رئيس «لونرو» وقتها تيني رولاند، كان قاد حاول عرقلة البيع للفايد بحجة كسر قوانين الاحتكار. لكن لم توقف هذه المحاولات الفايد واستطاع اتمام شراء المحل وبعدها بدأ عملية تجديد شاملة بلغت تكلفتها 300 مليون جنيه.
عبر تاريخيه، كان للمحل الكثير من الزبون المشاهير، من أمثال تشارلي شابلين، وأوسكار وايلد، وسيغموند فرويد، إلى جانب علاقة جيدة من أبناء العائلة المالكة في بريطانيا، ففي الماضي تسلم المحل خطابات اعتماد من الملكة إليزابيث الثانية التي اشترت بعض وسائل قصرها منه، وكذلك دوق أدنبرة الأمير تشارلز، والملكة الأخيرة إليزابيث، الذين اشتروا كؤوسا وأواني صينية من هذا المحل.
لكن في سنة 1997 م، قتل نجل الفايد المعروف بـ دودي الفايد وهو عشيق الأميرة ديانا الزوجة السابقة للملك تشارلز في حادث سير في باريس، وألمح محمد الفايد بوجود مؤامرة وراء الحادث، مما أفسد العلاقة مع أبناء العرش البريطاني، وبعدها توقف جميع أعضاء الأسرة الملكة عن ارتياد المتجر.

## بيعه لـ «قطر القابضة»
أصر محمد الفايد لسنين طويلة أن المحل ليس للبيع، وقال أنه رفض عدة عروض مغرية، ونُسب أنه قال في نيسان/أبريل 2010 م:
ولكن بعدها بأسابيع قليلة، وبعد أن سافر حمد بن جاسم آل ثاني إلى لندن، تم البيع لقطر القابضة يوم 8 أيار/مايو بقيمة قدرت بـ 1.5 مليار جنيه (2.2 مليار دولار أمريكي).
وشملت الصفقة - التي أشرف عليها مصرف «كريدي سويس» - بيع محال «هارودز» التجارية في لندن، بالإضافة إلى «هارودز» للوساطة العقارية، وخدمة الطيران القصير.

## المحل اليوم

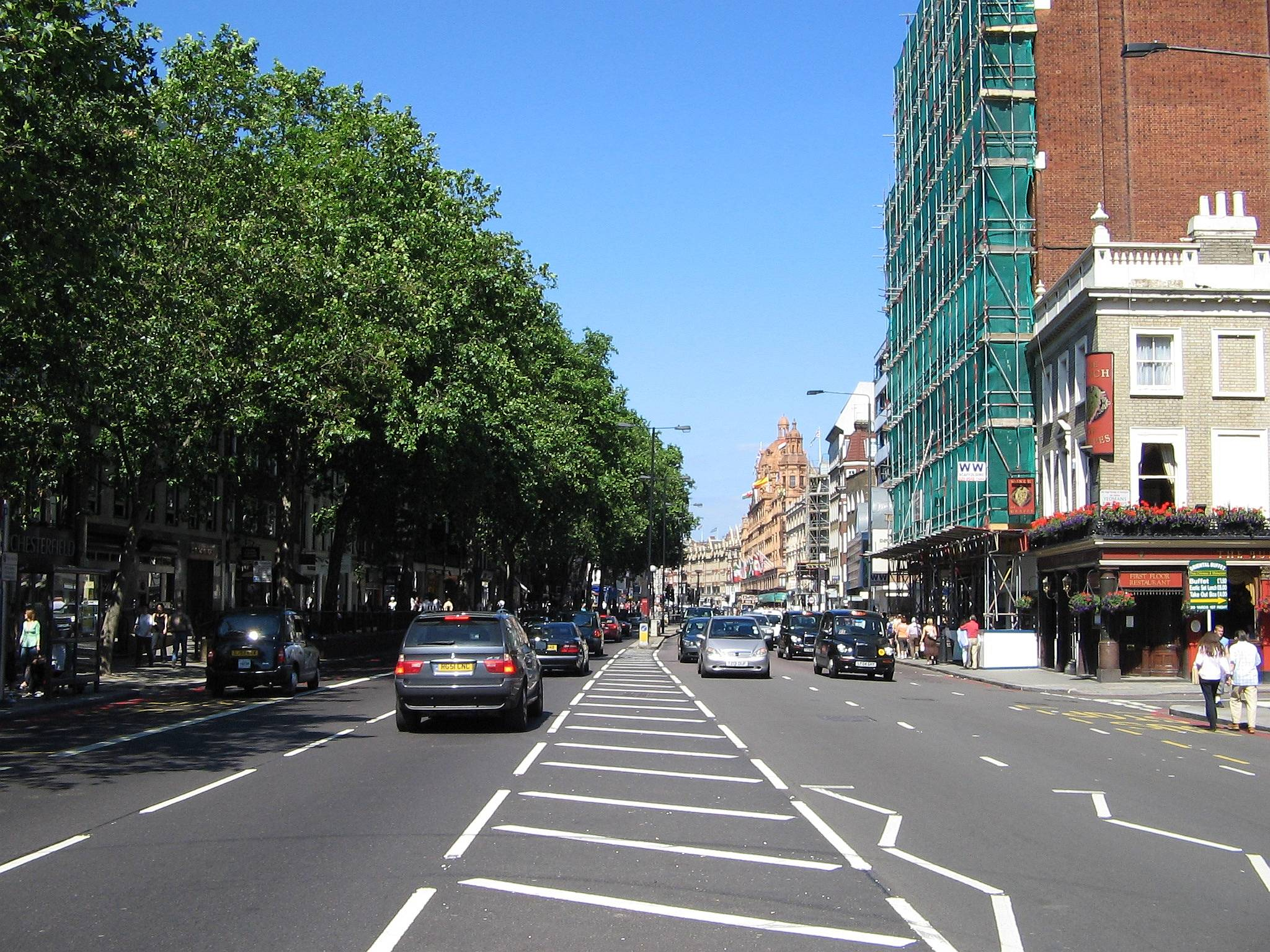
طريق برومبتون في لندن – شارع رئيسي يضم متجر هارودز الشهير ويمتد عبر حدود الأحياء في العاصمة البريطانية.

المحل يحتل ناصية شارع «برومتون رود» وللمحل أكثر من 300 قسم موزعة على مساحة 90 ألف متر مربع. يعمل في المتجر أكثر من 5000 موظف ويزوره سنويا نحو 15 مليون شخص.
في عام 1989 م قرر المتجر اتباع سياسة محددة تجاه الزي لزوار المتجر، حيث يمنع دخول المشترين الذين يرتدون «الشورت» والنعال، إلا أن هذه الإجراءات تم تعديلها. كما يمنع حراس المحل دخول مجموعات الطلاب لو كانوا أكثر من أربعة أنفار.
بعض منتجات هارودز تباع في منافذ المتجر في المطارات وفي الخارج، لكنها لا تعرض إلا نسبة صغيرة من منتجاته ويتعين زيارة المحل الرئيس لرؤية تنوع معروضات المتجر.

### أقسام المتجر
يتكون المتجر العملاق من سبعة طوابق أحدها تحت الأرض. الطابق السفلي يحتوي على الهدايا والأدوات القرطاسية وثياب الرجال، كما يضم أسواق سوبرماركت، بينما الطابق الأرضي يحتوي على محلات ملابس النساء ومحلات الساعات والعطور والحقائب، بالإضافة إلى صالة الطعام الرئيسية و«الصالة المصرية».
أما الطابق الأول فهو مخصص أيضا لملابس النساء إضافة إلى محلات الأحذية. وفي الطابق الثاني يهتم بالبضائع المنزلية، من أواني وصحون، إضافة إلى قسم لبيع الكتب والمجلات.
الطابق الثالث يحتوي على محلات أثاث البيت والأدوات الكهربائية ومحلات الآلات الموسيقية. أما الطابق الرابع ففيه مساحة متخصصة بثياب الأطفال وألعابهم، إضافة إلى محل حلاقة.